# Chupícuaro (Michoacán)
Chupícuaro es un pueblo de Michoacán, México, se ubica a 30 km de Pátzcuaro.